# Hirai Naohito
Naohito Hirai (sinh ngày 16 tháng 7 năm 1978) là một cầu thủ bóng đá người Nhật Bản.

## Sự nghiệp câu lạc bộ
Naohito Hirai đã từng chơi cho Kyoto Sanga FC, Renofa Yamaguchi FC và Kataller Toyama.